# Große Erwartungen (1922)
Große Erwartungen ist eine dänische Stummfilm-Version aus dem Jahre 1922 von Charles Dickens’ gleichnamigem Roman. Unter der Regie von A. W. Sandberg spielte der deutsche Kinderdarsteller Martin Herzberg die Hauptrolle des jungen Pip.

## Handlung
Der Film hielt sich weitgehend an Dickens‘ Vorlage:
England im 19. Jahrhundert: Eine großzügige Tat in der Kindheit hat für den armen Pip verhängnisvolle Folgen. Ein anonymer Wohltäter ebnet den Weg für Pips Verwandlung und den anschließenden sozialen Aufstieg vom Bauernjungen zum Gentleman der gehobenen Londoner Gesellschaft. Doch bald findet er heraus, dass das Leben in der Oberschicht nicht immer so angenehm ist, wie er geglaubt hatte, und Pip trifft auf eine Reihe von Personen, die sein Leben zum Guten wie zum Schlechten prägen.

## Produktionsnotizen
Große Erwartungen entstand in den Kopenhagener Nordisk-Studios und wurde am 28. August 1922 im Palads uraufgeführt. Die Länge des siebenaktigen Films betrug im dänischen Original 2527 Meter. Die österreichische Premiere fand am 15. Dezember 1922 statt, ob und wann der Film in Deutschland anlief, ist derzeit nicht bekannt.
Die Filmbauten kreierte Carlo Jacobsen, der vor allem im Stummfilm regelmäßig mit Regisseur Sandberg zusammengearbeitet hatte.
Hauptdarsteller Martin Herzberg drehte gleich im Anschluss an diesen Film mit demselben Regisseur eine weitere, weithin beachtete und gepriesene Verfilmung eines Dickens-Romans: David Copperfield.

## Kritik
Bei der US-Premiere 1923 verglich das Fachblatt Variety Hauptdarsteller Herzberg mit Chaplin-Protegé Jackie Coogan, dem damaligen bekanntesten Kinderdarsteller („The Kid“): „Es werden erhebliche Anstrengungen unternommen, um einen Jugendlichen namens Buddy Martin [Martin Herzberg] auf Augenhöhe mit Jackie Coogan zu bringen. Dies wäre möglich, wenn der junge Martin den Film auf die Art gestalten würde wie es Coogan mit ‚Oliver Twist‘ tat. Der Kleine ist ein geborener ‚alter Hase‘, und wenn es um echtes Pathos geht, scheint er vor dem Coogan-Spross die Nase vorn zu haben. Wenn er in dieses Land gebracht würde, wo er gegenüber amerikanischen Regisseuren im Vorteil wäre, könnte er sich vielleicht zu einem Leinwand-Idol entwickeln.“